# 36 Андромеды
36 Андромеды (лат. 36 Andromedae, HD 5286) — тройная звезда в созвездии Андромеды на расстоянии (вычисленном из значения параллакса) приблизительно 124 световых года (около 38 парсеков) от Солнца. Видимая звёздная величина звезды — +5,45m. Орбитальный период — около 167,5 лет.

## Характеристики
Первый компонент — жёлтый или оранжевый субгигант спектрального класса G8IV, или K0IV(e), или G6IV. Видимая звёздная величина звезды — +6,1m. Радиус — около 3,71 солнечных, светимость — около 7,752 солнечных. Эффективная температура — около 5000 K.
Второй компонент — оранжевый субгигант спектрального класса K3IV или K6IV. Видимая звёздная величина звезды — +6,7m. Эффективная температура — около 5096 K. Орбитальный период — около 61183 суток (167,51 лет).
Третий компонент удалён на 160,2 угловых секунд. Видимая звёздная величина звезды — +11m.